# Medard Tytgat
Medard Tytgat (Brugge, 8 februari 1871 - Brussel, 1948) was een Vlaams-Belgische kunstschilder.

## Levensloop
Tytgat was een zoon van Maximiliaan Tytgat, een graveur die in die tijd in de Katelijnestraat woonde, na voordien in Brussel te hebben gewoond.
Hij werd opgeleid aan de academie van Brugge bij Eugène Legendre en aan de Koninklijke Academie voor Schone Kunsten van Brussel.
Tytgat was een schilder van voornamelijk portretten, naakten, figuren en landschappen. Hij ontwierp affiches, was lithograaf en boekbandontwerper. Hij was medestichter van de kunstvereniging Labeur en werkte op verscheidene openbare plaatsen, waaronder het stadhuis van Brussel, waar verschillende van zijn werken zich bevinden.
Dat Guillaume Michiels en anderen hem ingedeeld hebben onder de kunstenaars die behoren tot de 'Brugse School' heeft meer met zijn geboorteplaats en zijn Brugse opleiding te maken, dan wel met de thema's van zijn kunstproductie.
Medard Tytgat was de oudste broer van Edgard Tytgat (1879-1957), die ook als kunstschilder en als graficus werkte.

## Galerij

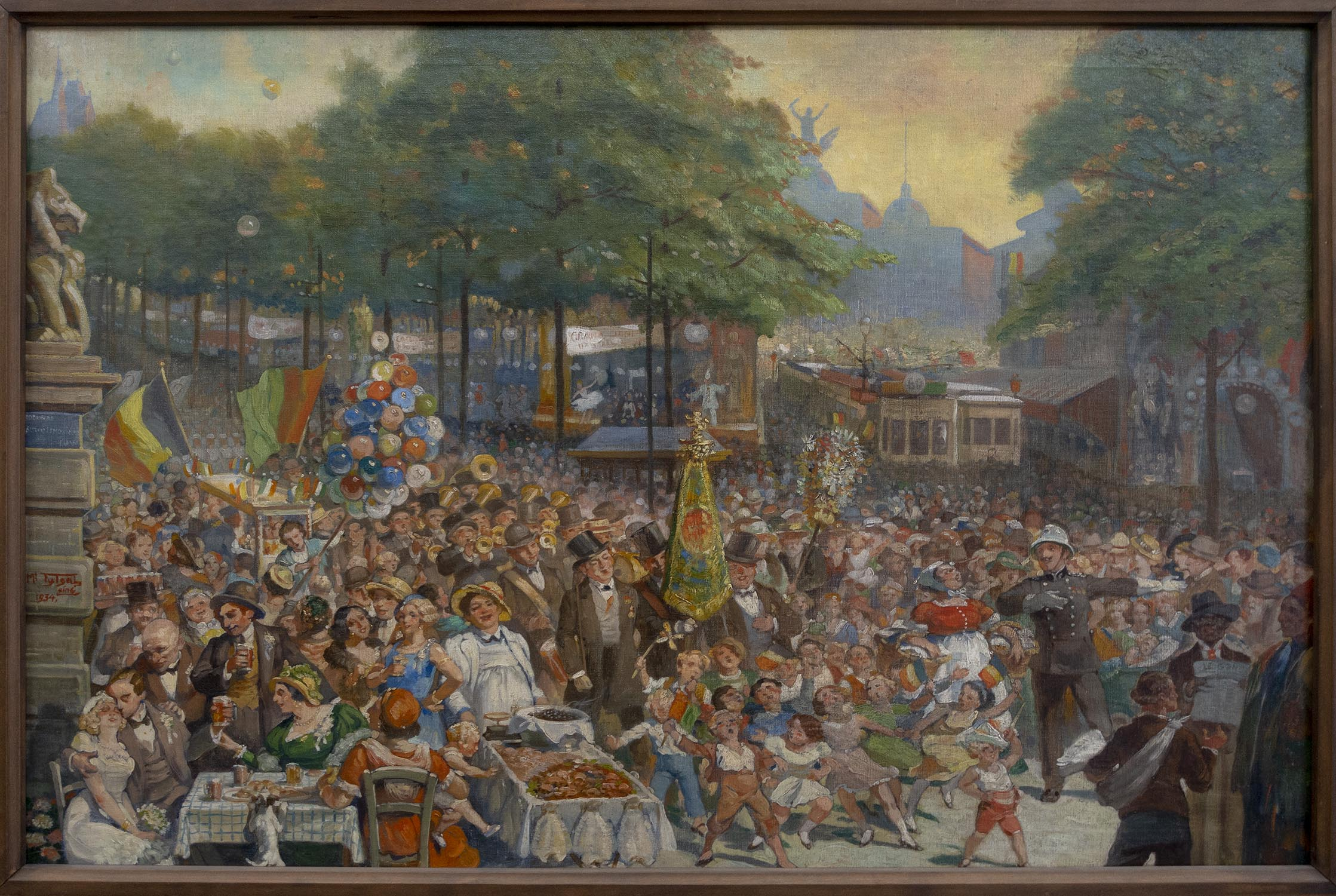
Zuidfoor in Brussel, 1934
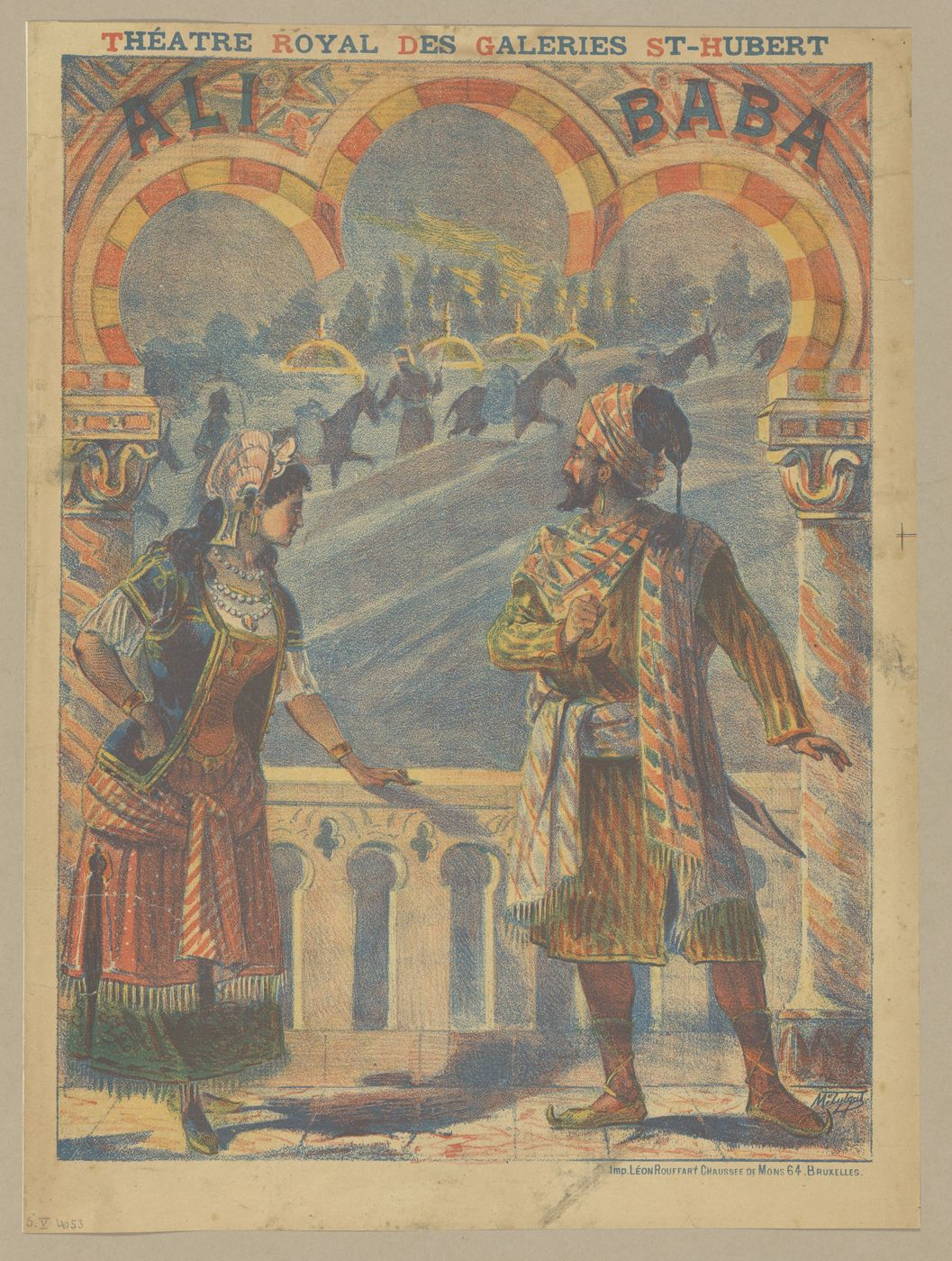
Théâtre Royal des Galeries St Hubert - Ali Baba, collectie KBR

- Digitale Bibliotheek voor de Nederlandse Letteren: tijt001
- Gemeinsame Normdatei: 1194480535
- RKD-Nederlands Instituut voor Kunstgeschiedenis: 78628
- Virtual International Authority File: 9511156858513949780008
- WorldCat: E39PBJmP44KWqJCPD4KdkRRVG3